# Liste des communes de Brandebourg

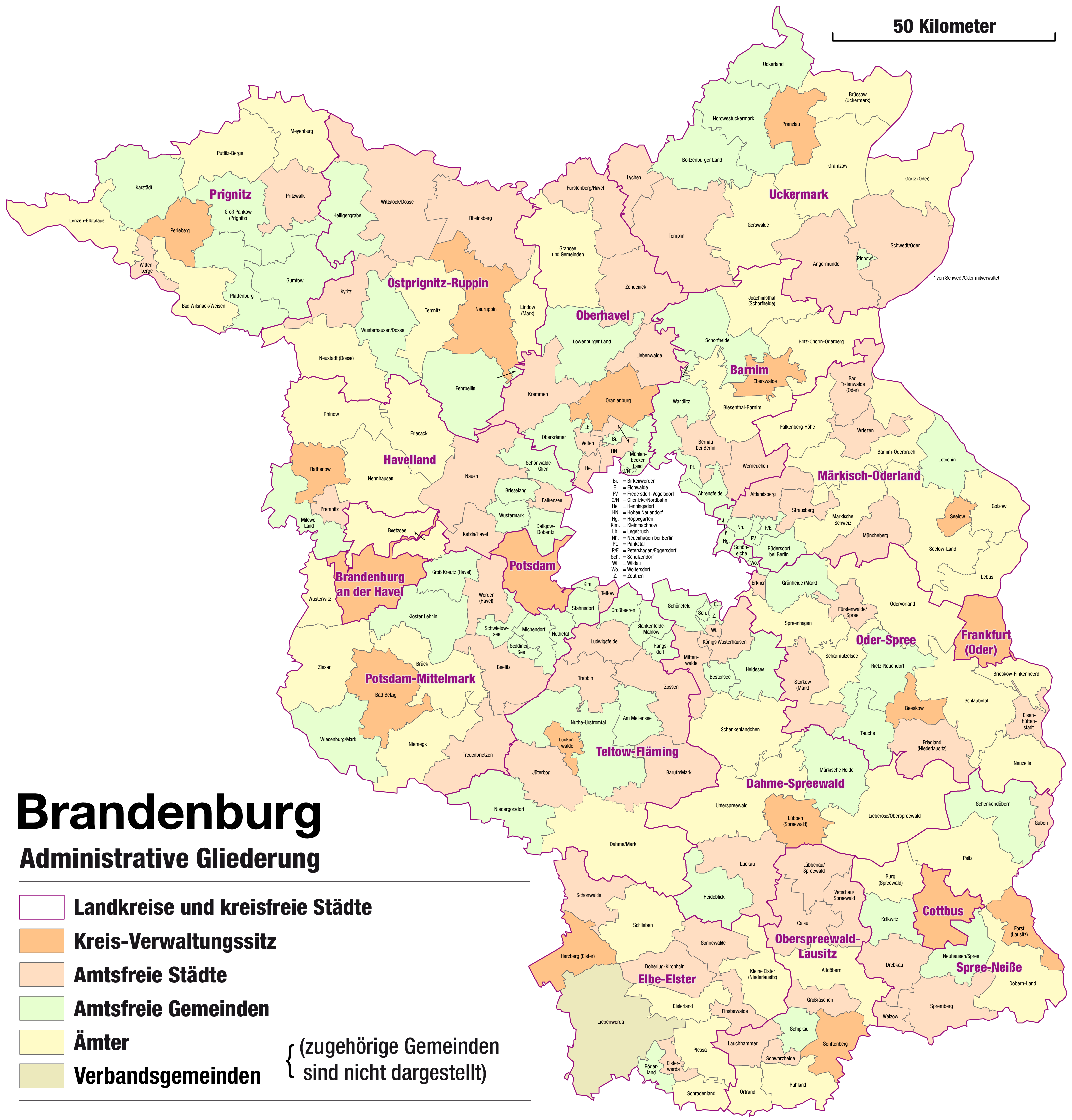

Cet article recense les communes du Brandebourg, en Allemagne.

## Statistiques
Au 1er avril 2013, le Land de Brandebourg comprend 419 communes (Gemeinden en allemand) ou villes (Städte). Elles se répartissent de la sorte :
- 113 villes (Städte), dont :
  - 4 villes-arrondissements (kreisfreie Städte) ;
  - 6 grande ville d'arrondissement (große kreisangehörige Städte) ;
  - 9 villes moyennes d'arrondissement (mittlere kreisangehörige Städte) ;
  - 63 villes en dehors d'un Amt (amtsfreie Städte, l'Amt étant une sorte de confédération de communes) ;
  - 31 villes appartenant à un Amt (amtsangehörige Städte) ;
- 306 autres communes, dont :
  - 66 communes en dehors d'un Amt (amtsfreie Gemeinden) ;
  - 240 communes appartenant à un Amt (amtsangehörige Gemeinden).

Au total, 31 villes et 240 communes du Brandebourg se sont regroupées dans 52 Ämtern.

## Liste

### Villes-arrondissements
- Brandenburg an der Havel (Brandebourg-sur-la-Havel)
- Cottbus
- Frankfurt (Oder) (Francfort-sur-l'Oder)
- Potsdam (capitale)

### Grandes villes d'arrondissement
- Bernau bei Berlin
- Eberswalde (chef-lieu de l'arrondissement)
- Eisenhüttenstadt
- Falkensee
- Oranienbourg (chef-lieu de l'arrondissement)
- Schwedt-sur-Oder

### Villes moyennes d'arrondissement
- Fürstenwalde/Spree
- Guben
- Hennigsdorf
- Neuruppin (chef-lieu de l'arrondissement)
- Rathenow (chef-lieu de l'arrondissement)
- Senftenberg (chef-lieu de l'arrondissement)
- Spremberg
- Strausberg
- Wittenberge

### Liste alphabétique complète

#### A
- Ahrensfelde
- Altdöbern
- Althüttendorf
- Altlandsberg (ville)
- Alt Tucheband
- Alt Zauche-Wußwerk
- Am Mellensee
- Angermünde (ville)

#### B
- Bad Belzig (ville, chef-lieu de l'arrondissement)
- Bad Freienwalde (Oder) (ville)
- Bad Liebenwerda (ville)
- Bad Saarow
- Bad Wilsnack (ville)
- Baruth/Mark (ville)
- Beelitz (ville)
- Beeskow (ville, chef-lieu de l'arrondissement)
- Beetzsee
- Beetzseeheide
- Beiersdorf-Freudenberg
- Bensdorf
- Berge
- Berkenbrück
- Berkholz-Meyenburg
- Bernau bei Berlin (ville)
- Bersteland
- Bestensee
- Biesenthal (ville)
- Birkenwerder
- Blankenfelde-Mahlow
- Bleyen-Genschmar
- Bliesdorf
- Boitzenburger Land
- Borkheide
- Borkwalde
- Brandenburg an der Havel (Brandebourg-sur-la-Havel) (ville, ville-arrondissement)
- Breddin
- Breese
- Breydin
- Brieselang
- Briesen
- Briesen (Mark)
- Brieskow-Finkenheerd
- Britz
- Bronkow
- Brück (ville)
- Brüssow (ville)
- Buckautal
- Buckow (Märkische Schweiz) (ville)
- Burg (Spreewald)
- Byhleguhre-Byhlen

#### C
- Calau (ville)
- Carmzow-Wallmow
- Casekow
- Chorin
- Cottbus (ville, ville-arrondissement)
- Crinitz
- Cumlosen

#### D
- Dabergotz
- Dahme/Mark (ville)
- Dahmetal
- Dallgow-Döberitz
- Diensdorf-Radlow
- Dissen-Striesow
- Doberlug-Kirchhain (ville)
- Döbern (ville)
- Drachhausen
- Drahnsdorf
- Drebkau (ville)
- Dreetz
- Drehnow

#### E
- Eberswalde (ville, chef-lieu de l'arrondissement)
- Eichwalde
- Eisenhüttenstadt (ville)
- Elsterwerda (ville)
- Erkner (ville)

#### F
- Falkenberg
- Falkenberg/Elster (ville)
- Falkenhagen (Mark)
- Falkensee (ville)
- Fehrbellin
- Felixsee
- Fichtenhöhe
- Fichtwald
- Finsterwalde (ville)
- Flieth-Stegelitz
- Forst (Lausitz) (ville, chef-lieu de l'arrondissement)
- Frankfurt (Oder) (Francfort-sur-l'Oder) (ville, ville-arrondissement)
- Frauendorf
- Fredersdorf-Vogelsdorf
- Friedland (ville)
- Friedrichswalde
- Friesack (ville)
- Fürstenberg/Havel (ville)
- Fürstenwalde/Spree (ville)

#### G
- Gartz (Oder) (ville)
- Garzau-Garzin
- Gerdshagen
- Gerswalde
- Glienicke/Nordbahn
- Göritz
- Görzke
- Gollenberg
- Golßen (ville)
- Golzow (Märkisch-Pays de l'Oder)
- Golzow (Potsdam-Mittelmark)
- Gorden-Staupitz
- Gosen-Neu Zittau
- Gräben
- Gramzow
- Gransee (ville)
- Gröden
- Großbeeren
- Großderschau
- Großkmehlen
- Groß Köris
- Gross Kreutz
- Groß Lindow
- Groß Pankow (Prignitz)
- Großräschen (ville)
- Groß Schacksdorf-Simmersdorf
- Großthiemig
- Großwoltersdorf
- Grünewald
- Grünheide (Mark)
- Grünow
- Grunow-Dammendorf
- Guben (ville)
- Gülitz-Reetz
- Guhrow
- Gumtow
- Gusow-Platkow
- Guteborn

#### H
- Halbe
- Halenbeck-Rohlsdorf
- Havelaue
- Havelsee (ville)
- Heckelberg-Brunow
- Heideblick
- Heideland
- Heidesee
- Heiligengrabe
- Heinersbrück
- Hennigsdorf (ville)
- Hermsdorf
- Herzberg (Elster) (ville, chef-lieu de l'arrondissement)
- Herzberg (Mark)
- Hirschfeld
- Höhenland
- Hohenbocka
- Hohenbucko
- Hohenfinow
- Hohenleipisch
- Hohen Neuendorf (ville)
- Hohenselchow-Groß Pinnow
- Hoppegarten
- Hornow-Wadelsdorf

#### I
- Ihlow

#### J
- Jacobsdorf
- Jämlitz-Klein Düben
- Jänschwalde
- Jamlitz
- Joachimsthal (ville)
- Jüterbog (ville)

#### K
- Karstädt
- Kasel-Golzig
- Ketzin/Havel (ville)
- Kleinmachnow
- Kleßen-Görne
- Kloster Lehnin
- Königs Wusterhausen (ville)
- Kolkwitz
- Kotzen
- Krausnick-Groß Wasserburg
- Kremitzaue
- Kremmen (ville)
- Kroppen
- Kümmernitztal
- Küstriner Vorland
- Kyritz (ville)

#### L
- Langewahl
- Lanz
- Lauchhammer (ville)
- Lawitz
- Lebus (ville)
- Lebusa
- Leegebruch
- Legde/Quitzöbel
- Lenzen (Elbe) (ville)
- Lenzerwische
- Letschin
- Lichterfeld-Schacksdorf
- Liebenwalde (ville)
- Lieberose (ville)
- Liepe
- Lietzen
- Lindenau
- Lindendorf
- Lindow (Mark) (ville)
- Linthe
- Löwenberger Land
- Lübben (Spreewald) (ville, chef-lieu de l'arrondissement)
- Lübbenau/Spreewald (ville)
- Luckaitztal
- Luckau (ville)
- Luckenwalde (ville, chef-lieu de l'arrondissement)
- Ludwigsfelde (ville)
- Lunow-Stolzenhagen
- Lychen (ville)

#### M
- Madlitz-Wilmersdorf
- Märkisch Buchholz (ville)
- Märkisch Linden
- Märkisch Luch
- Märkische Heide
- Märkische Höhe
- Marienfließ
- Marienwerder
- Mark Landin
- Massen-Niederlausitz
- Melchow
- Merzdorf
- Mescherin
- Meyenburg (ville)
- Michendorf
- Milmersdorf
- Milower Land
- Mittenwalde (ville)
- Mittenwalde
- Mixdorf
- Mühlberg/Elbe (ville)
- Mühlenbecker Land
- Mühlenberge
- Mühlenfließ
- Müllrose (ville)
- Müncheberg (ville)
- Münchehofe

#### N
- Nauen (ville)
- Neiße-Malxetal
- Neißemünde
- Nennhausen
- Neuenhagen bei Berlin
- Neuhardenberg
- Neuhausen/Spree
- Neulewin
- Neupetershain
- Neuruppin (ville, chef-lieu de l'arrondissement)
- Neu-Seeland
- Neustadt (Dosse) (ville)
- Neutrebbin
- Neu Zauche
- Neuzelle
- Niederer Fläming
- Niederfinow
- Niedergörsdorf
- Niemegk (ville)
- Nordwestuckermark
- Nuthetal
- Nuthe-Urstromtal

#### O
- Oberbarnim
- Oberkrämer
- Oberuckersee
- Oderaue
- Oderberg (ville)
- Oranienbourg (ville, chef-lieu de l'arrondissement)
- Ortrand (ville)

#### P
- Päwesin
- Panketal
- Parsteinsee
- Passow
- Paulinenaue
- Peitz (ville)
- Perleberg (ville, chef-lieu de l'arrondissement)
- Pessin
- Petershagen/Eggersdorf
- Pinnow
- Pirow
- Planebruch
- Planetal
- Plattenburg
- Plessa
- Podelzig
- Potsdam (ville, ville-arrondissement, capitale du land)
- Premnitz (ville)
- Prenzlau (ville, chef-lieu de l'arrondissement)
- Pritzwalk (ville)
- Prötzel
- Putlitz (ville)

#### R
- Rabenstein/Fläming
- Ragow-Merz
- Randowtal
- Rangsdorf
- Rathenow (ville, chef-lieu de l'arrondissement)
- Rauen
- Rehfelde
- Reichenow-Möglin
- Reichenwalde
- Reitwein
- Retzow
- Rheinsberg (ville)
- Rhinow (ville)
- Rietz-Neuendorf
- Rietzneuendorf-Staakow
- Röderland
- Rosenau
- Roskow
- Rückersdorf
- Rüdersdorf bei Berlin
- Rüdnitz
- Rühstädt
- Rüthnick
- Ruhland (ville)

#### S
- Sallgast
- Schenkenberg
- Schenkendöbern
- Schilda
- Schipkau
- Schlaubetal
- Schlepzig
- Schlieben (ville)
- Schmogrow-Fehrow
- Schönborn
- Schöneberg
- Schönefeld
- Schöneiche bei Berlin
- Schönermark
- Schönewalde (ville)
- Schönfeld
- Schönwald
- Schönwalde-Glien
- Schorfheide
- Schraden
- Schulzendorf
- Schwarzbach
- Schwarzheide (ville)
- Schwedt/Oder (ville)
- Schwerin
- Schwielochsee
- Schwielowsee
- Seddiner See
- Seeblick
- Seelow (ville, chef-lieu de l'arrondissement)
- Senftenberg (ville, chef-lieu de l'arrondissement)
- Siehdichum
- Sieversdorf-Hohenofen
- Sonnenberg
- Sonnewalde (ville)
- Spreenhagen
- Spreewaldheide
- Spremberg (ville)
- Stahnsdorf
- Stechlin
- Stechow-Ferchesar
- Steinhöfel
- Steinreich
- Storbeck-Frankendorf
- Storkow (Mark) (ville)
- Straupitz
- Strausberg (ville)
- Stüdenitz-Schönermark
- Sydower Fließ

#### T
- Tantow
- Tauche
- Tauer
- Teichland
- Teltow (ville)
- Temmen-Ringenwalde
- Temnitzquell
- Temnitztal
- Templin (ville)
- Tettau
- Teupitz (ville)
- Trebbin (ville)
- Treplin
- Treuenbrietzen (ville)
- Triglitz
- Tröbitz
- Tschernitz
- Turnow-Preilack

#### U
- Uckerfelde
- Uckerland
- Uebigau-Wahrenbrück (ville)
- Unterspreewald

#### V
- Velten (ville)
- Vetschau/Spreewald (ville)
- Vielitzsee
- Vierlinden
- Vogelsang

#### W
- Waldsieversdorf
- Walsleben
- Wandlitz
- Weisen
- Welzow (ville)
- Wendisch Rietz
- Wenzlow
- Werben
- Werder (Havel) (ville)
- Werneuchen (ville)
- Wiesenau
- Wiesenaue
- Wiesenburg/Mark
- Wiesengrund
- Wildau (ville)
- Wittenberge (ville)
- Wittstock/Dosse (ville)
- Wollin
- Woltersdorf
- Wriezen (ville)
- Wusterhausen/Dosse
- Wustermark
- Wusterwitz

#### Z
- Zechin
- Zehdenick (ville)
- Zernitz-Lohm
- Zeschdorf
- Zeuthen
- Zichow
- Ziesar (ville)
- Ziethen
- Ziltendorf
- Zossen (ville)